# Giornata mondiale della posta
La Giornata mondiale della posta (in inglese World Post Day) è una ricorrenza internazionale.
Si celebra il 9 ottobre di ogni anno e ricorda l'istituzione dell'Unione postale universale (UPU), il 9 ottobre 1874 a Berna, in Svizzera. 

## Iniziative
L'UPU ha segnato l'inizio della rivoluzione delle comunicazioni globali, introducendo la capacità di scrivere agli altri in tutto il mondo.
Il World Post Day da quando è stato proclamato nel 1969 ha fatto sì che i paesi di tutto il mondo partecipassero alle celebrazioni per sottolineare l'importanza del servizio postale. In questa giornata spesso gli uffici postali in alcuni paesi tengono mostre speciali per la raccolta di francobolli e sono presenti anche workshop sulla storia postale.  L'UPU organizza inoltre un concorso internazionale di scrittura di lettere per i giovani. 

## Storia
I sistemi postali sono in funzione ormai da molti secoli. Già in passato era in uso che le persone si scambiassero lettere.  Questi venivano consegnati a piedi o a cavallo da speciali messaggeri.  A partire dal 1600, in molti paesi iniziarono a nascere i primi sistemi di affrancatura nazionali.  Lentamente i vari paesi hanno accettato di scambiare la posta a livello internazionale.  Verso la fine del 1800 esisteva un servizio postale globale, ma era piuttosto lento e complicato.  La nascita dell'UPU nel 1874 ha aperto la strada per l'efficiente servizio postale esistente oggi.  Nel 1948, l'UPU divenne un'agenzia delle Nazioni Unite.

## Ricorrenza
Il World Post Day è stato proclamato per la prima volta al congresso UPU del 1969 a Tokyo, in Giappone.  La proposta è stata presentata da Shri Anand Mohan Narula, un membro della delegazione indiana.  Da allora, la Giornata mondiale della posta è stata celebrata in tutto il mondo per sottolineare l'importanza dei servizi postali.